# Galatea (nome)
Galatea  è un nome proprio di persona italiano femminile.

## Variante in altre lingue
- Catalano: Galatea[4]
- Francese: Galatée
- Greco antico: Γαλάτεια (Galateia)[1][5]
- Latino: Galatea[1]
- Inglese: Galatea
- Russo: Галатея  (Galateja)
- Spagnolo: Galatea[4]

## Origine e diffusione

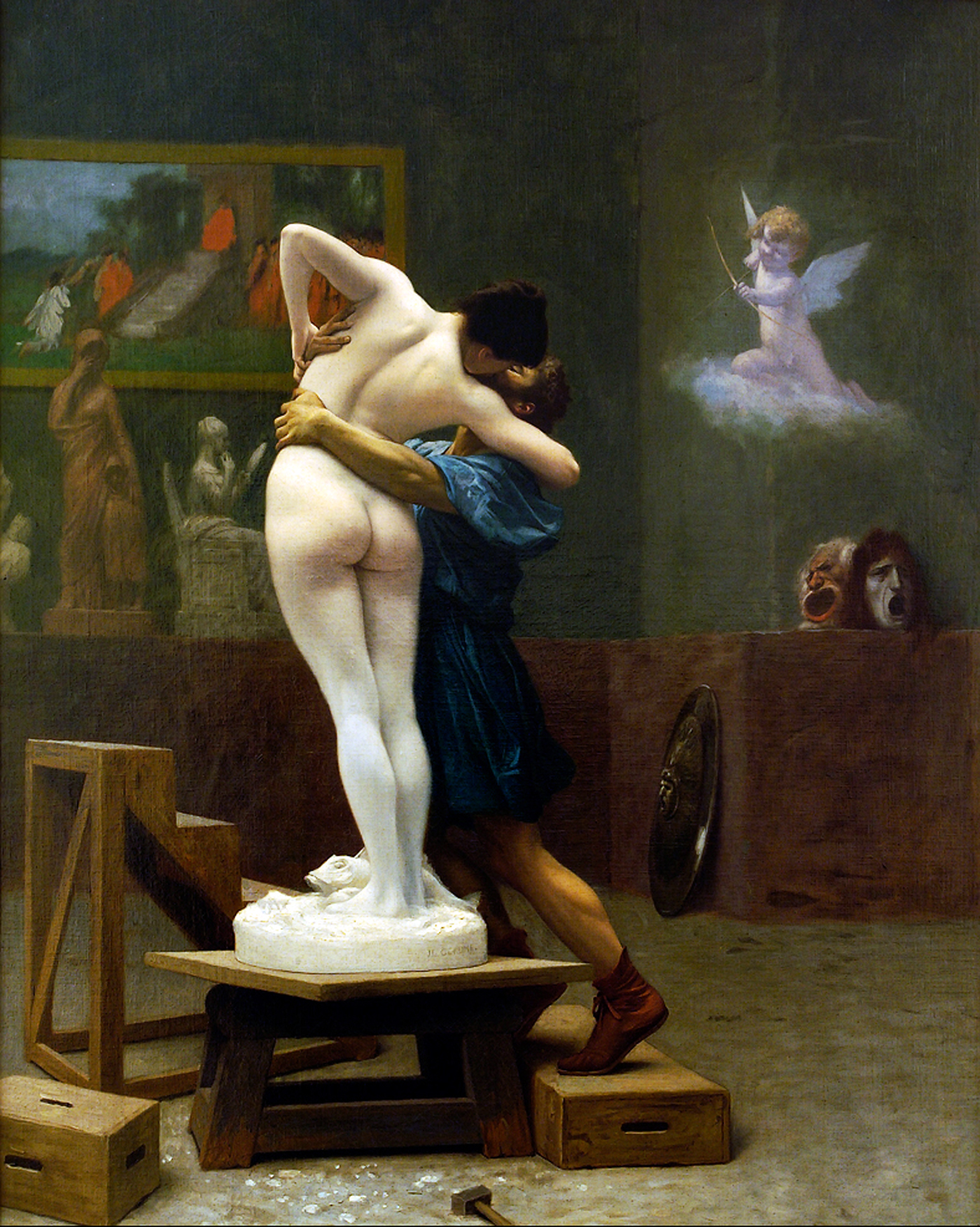
Pigmalione e Galatea, di Jean-Baptiste Regnault

Riprende il nome greco antico Γαλάτεια (Galateia), latinizzato in Galatea. È basato sul termine γάλα (gala, "latte", qui forse riferito alla bianca spuma marina), e significa quindi "bianca", "lattea", "bianca come il latte".
È un nome di tradizione classica e letteraria; nella mitologia greca è infatti portato da Galatea, una nereide amata da Aci e da Polifemo, dalla quale prendono il nome sia il satellite di Nettuno Galatea che l'asteroide 74 Galatea; Galatea si chiama anche, in alcune versioni del mito, la statua creata da Pigmalione, che prese vita per volere di Afrodite. In Italia il nome è raro, disperso nel Nord.

## Onomastico
Il nome è adespota, ovvero non esistono sante che lo portino, e l'onomastico può essere festeggiato il 1º novembre, in occasione della festa di Ognissanti. Alcune fonti associano Galatea al nome Galata, e fissano quindi l'onomastico al 19 aprile, giorno in cui si fa memoria di san Galata, martire a Melitene.

## Persone
- Galatea Ranzi, attrice teatrale italiana

## Il nome nelle arti
- Galatea è un personaggio del manga Claymore.